# Llibreria Calders
La Llibreria Calders o La Calders està situada al passatge de Calders, 9 del Barri de Sant Antoni de Barcelona.

## Història i descripció
Durant els primers anys de la dècada de 2010 va coincidir el tancament de llibreries històriques de Barcelona, com la Robafaves i la Catalònia, amb l'obertura de nous establiments de petit format que tenien amb la intenció d'aproximar-se al lector, 
tot cercant l'especialització i incrementant el nombre d'activitats que s'hi realitzaven, convertint-se en projectes culturals. Alguns exemples destacats són La Impossible, L'Espolsada, No Llegiu, o la mateixa Llibreria Calders, que va obrir les portes el mes d'abril de 2014 impulsada pels escriptors Abel Cutillas i Isabel Sucunza, en un espai de 200 m² que havia estat una fàbrica de botons. L'interiorisme va anar a càrrec de Natza Querol.
Entre les activitats que organitza, destaquen la Setmana del Llibre argentí, la setmana dedicada a la literatura txeca o una exposició sobre Henry Miller. També han fet diverses activitats a l'Antic Teatre, on organitzen l'OffSantJordi. Més enllà de les referències clàssiques, entre el seu fons també destaca el llibre internacional en anglès i francès, així com el llibre llatinoamericà, especialment de l'Argentina i Mèxic.